# Questione d'onore (film 1997)
Questione d'onore è un film per la TV statunitense del 1997, diretto da Richard A. Colla.

## Trama
Il film narra la storie legata ad eventi realmente accaduti relativi al caso di David Graham e Diane Zamora. I due amici scoprono di essere innamorati l'uno dell'altra: nasce così una storia d'amore. I problemi sorgono nel momento in cui David tradisce la fidanzata con un'altra ragazza. David decide poi di confessare l'accaduto a Diane, la quale, dapprima è disperata. Lesa nel suo orgoglio e nell'onore, decide di perdonare David a una condizione: che egli sia suo complice nel piano di vendetta che vuole attuare nei confronti della ragazza con la quale David l'ha tradita: Diane ha cioè intenzione di ucciderla.